# Фелікс Бонке
Фелікс Бонке (нім. FelixBohnke; народився 2 вересня 1974 року) — барабанщик павер-метал гурту «Edguy. Він приєднався до гурту перед у 1998 році перед записом альбому «Theater of Salvation».
Товариші по гурту і деякі фани називають його «Alien Drum Bunny» (Інопланетний кролик-барабанщик), про що згадується в пісні «Save Us Now» з альбому «Mandrake». Це також є причиною того, що його барабанне соло на концертному альбомі «Burning Down the Opera» називається «Solitary Bunny Drum Solo».
Він також був концертним барабанщиком для Avantasia і записав деякі треки на альбомах 2010 року «The Wicked Symphony і Angel of Babylon». 

## Біографія
Бонке почав освоювати професію барабанщика ще в ранньому дитинстві — він грав на мисках і каструлях. Батьки вирішили його відправити до музично школи. Тоді сім'я жила в Констанці. Фелікс розпочав займатися в групі, а з 10 років почав брати індивідуальні уроки. Приблизно в той же час він отримав від батьків, на Різдво, свою першу барабанну «екіпіровку». Через деякий час викладач Фелікса переїхав у інше місто і уроки припинилися.
Через деякий час відбулося знайомство Бонке з «важкою» музикою: він побачив по телевізору відео WASP і Iron Maiden в програмі «Hard'n'Heavy» і в перший момент подумав, що це просто жах. Але тільки першиого разу, оскільки через декілька місяців ця музика стала «його» музикою.
Коли Феліксу виповнилось 15 років, сім'я переїхала в Марбург, де він знову почав брати уроки. Якраз в Марбурзі Фелікс зустрів однодумців, з якими організував гурт «Merciless Gnom». Вони виконували тільки свої пісні і через декілька років мали досить солідну програиу. Саме з «гномами» Бонке вперше виступив перед публікою. Потім він перейшов до іншого місцевого гурту, засновану разом з гітаристом «гномів». Паралельно вони організували кавер-гурт, який не давав концертів і був фан-проектом. Через декілька років через різні причини всі ці гурти розпались. Бонке спробував себе ще в одному проекті, але з цього нічого не вийшло. А потім, одного дня, до нього зателефонував Тобіас Саммет. До цього моменту Фелікс нічого не чув про Edguy, але погодився прийти на прослуховування. З тих пір і до сьогодні Бонке грає в гурті. Його барабанне соло стало «родзинкою» практично кожного концерту Edguy.